# Gypie Mayo
Gypie Mayo (rodným jménem John Philip Cawthra; 24. července 1951 – 23. října 2013) byl britský rockový kytarista. Ke kytaře se dostal poté, co slyšel píseň „Apache“ v podání skupiny The Shadows. Hudbě se začal věnovat v roce 1969, kdy hrál v bluesové kapele White Mule. Později působil v několika dalších skupinách. V letech 1977 až 1981 byl členem skupiny Dr. Feelgood. V roce 1996 se stal členem skupiny The Yardbirds, ve které působil do roku 2004.